# مسجد أرك
مسجد أرك (بالفارسية: مسجد ارگ) هو مسجد تاريخي يعود إلى عصر الدولة البهلوية والقاجاريين، ويقع في طهران.